# Satakunta
Cet article concerne la région contemporaine. Pour province historique, voir Satakunta (province historique).
La Satagondie, Satakunta en finnois (en suédois : Satakunda puis Satakunta) est une région du sud-ouest de la Finlande. Elle faisait partie de la province de Finlande occidentale. La capitale est Pori.
La région a une superficie de 8 268,26 km2 et, en 2019, compte 218 216 habitants.

## Géographie

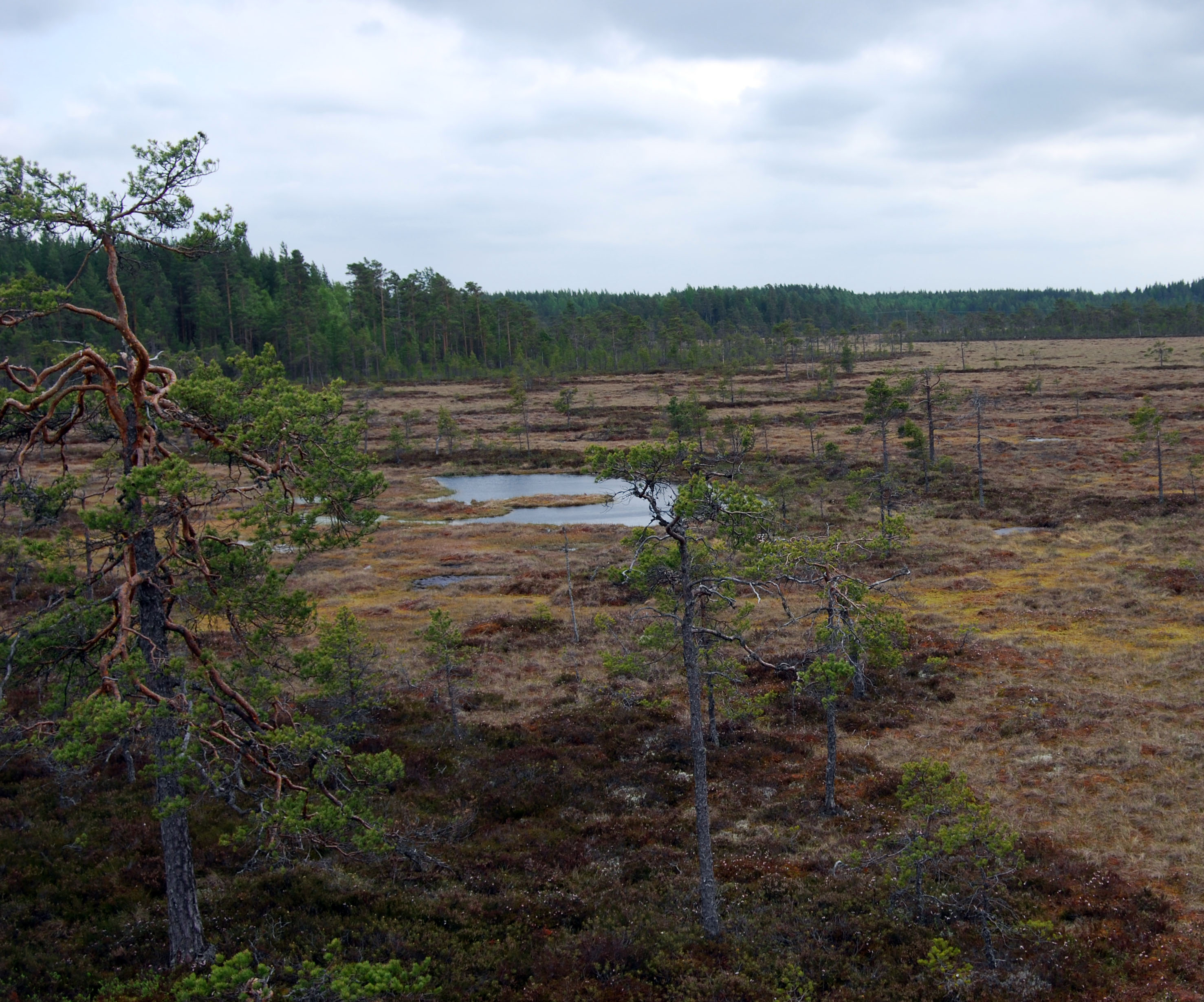
Parc national de Puurijärvi-Isosuo.

La région est bordée à l'ouest par la côte basse et sablonneuse du Golfe de Botnie, avec certaines des plus longues plages de Finlande (Yyteri notamment). La région est globalement plate et agricole, avec une prédominance des bourgs et petites villes mais pas de grande ville. Les seuls reliefs sont constitués par de rares collines isolées (maxi 150 m). La région est traversée par la rivière Kokemäenjoki. Au nord, la peu élevée moraine du Suomenselkä sépare le Satakunta de l'Ostrobotnie et de l'Ostrobotnie du Sud. À l'est apparaissent les premiers eskers qui annoncent le Pirkanmaa, et au sud la région de Finlande-Propre.
La côte ne cesse de reculer sous l'effet de l'isostasie, repoussant la mer à près de 15 km des anciennes villes portuaires, Pori en est le meilleur exemple. C'est la région de Finlande pour laquelle l'effet d'isostasie est le plus fort après l'Ostrobotnie.
On trouve dans la région un seul parc national, Puurijärvi-Isosuo.

## Démographie
Depuis 1980, l'évolution démographique du Satakunta est la suivante :
| Année      | 1980    | 1985    | 1990    | 1995    | 2000    | 2005    | 2010    | 2015    |
| ---------- | ------- | ------- | ------- | ------- | ------- | ------- | ------- | ------- |
| population | 243 839 | 244 717 | 240 777 | 239 255 | 232 569 | 228 675 | 225 762 | 222 957 |

## Communes
Seize municipalités, dont sept villes.
- Sous-région de Satakunta du Nord
  - Jämijärvi
  - Kankaanpää (ville)
  - Karvia
  - Siikainen
- Sous-région de Rauma
  - Eura
  - Eurajoki
  - Rauma (ville)
  - Säkylä
- Sous-région de Pori
  - Harjavalta (ville)
  - Huittinen (ville)
  - Kokemäki (ville)
  - Merikarvia
  - Nakkila
  - Pomarkku
  - Pori (ville)
  - Ulvila (ville)

### Anciennes municipalités
- Kiikoinen[5]
- Kiukainen
- Kodisjoki
- Lappi
- Lavia
- Noormarkku
- Vampula
- Honkajoki

### Changement de régions
- Punkalaidun rattaché depuis 2005 dans la région du Pirkanmaa

## Économie

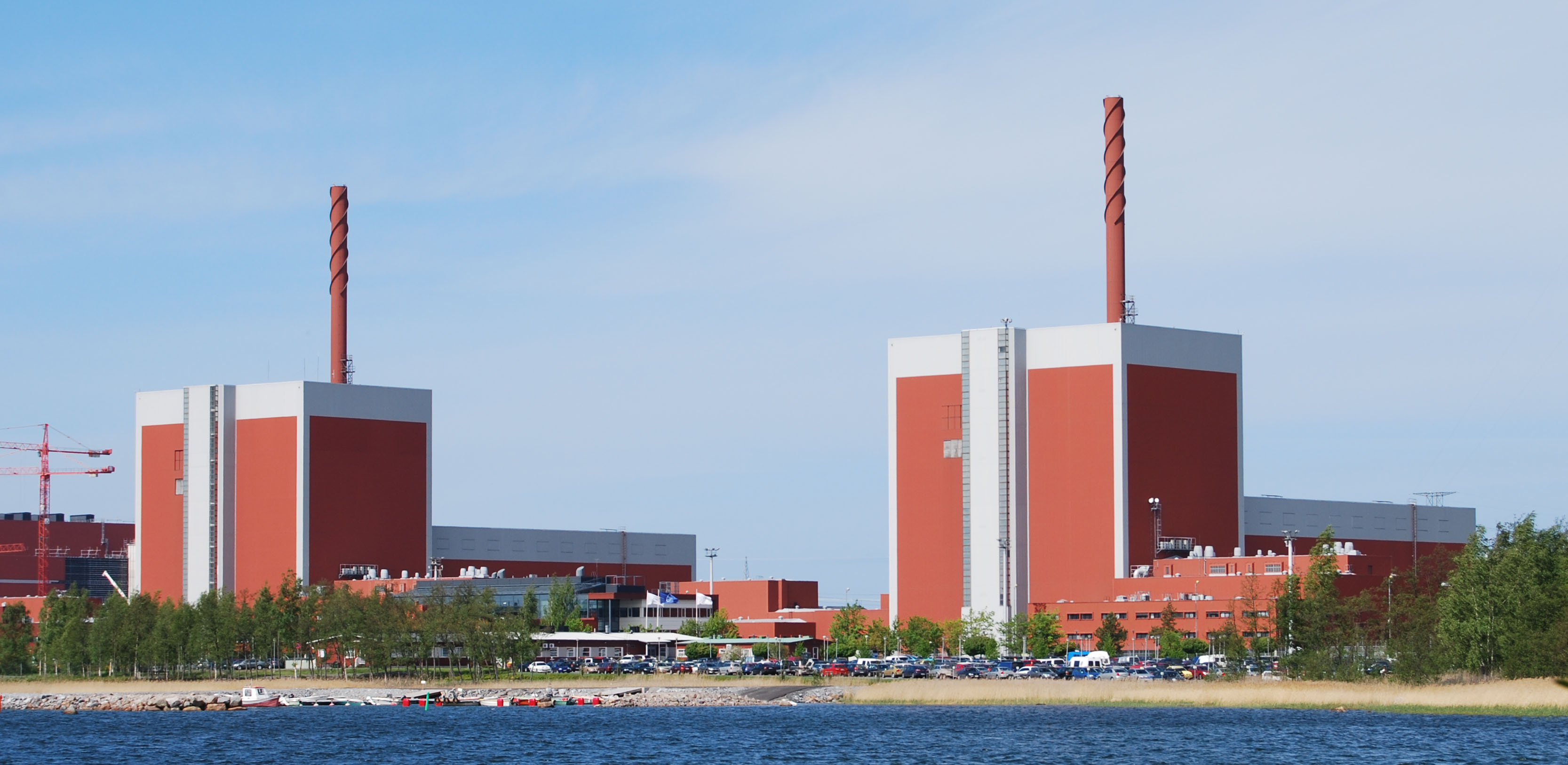
Centrale nucléaire d'Olkiluoto.

Le Satakunta est l'une des régions les plus industrialisées de Finlande et, à certains égards, même la plus industrialisée.
En 2014, le produit intérieur brut du Satakunta en faisait le cinquième des 19 régions finlandaises. 
Le Satakunta représente 6% des exportations totales de la Finlande, avec seulement 4% de la population. 
Les sites industriels notables comprennent Pori, Rauma, Eura et Harjavalta.

## Transports

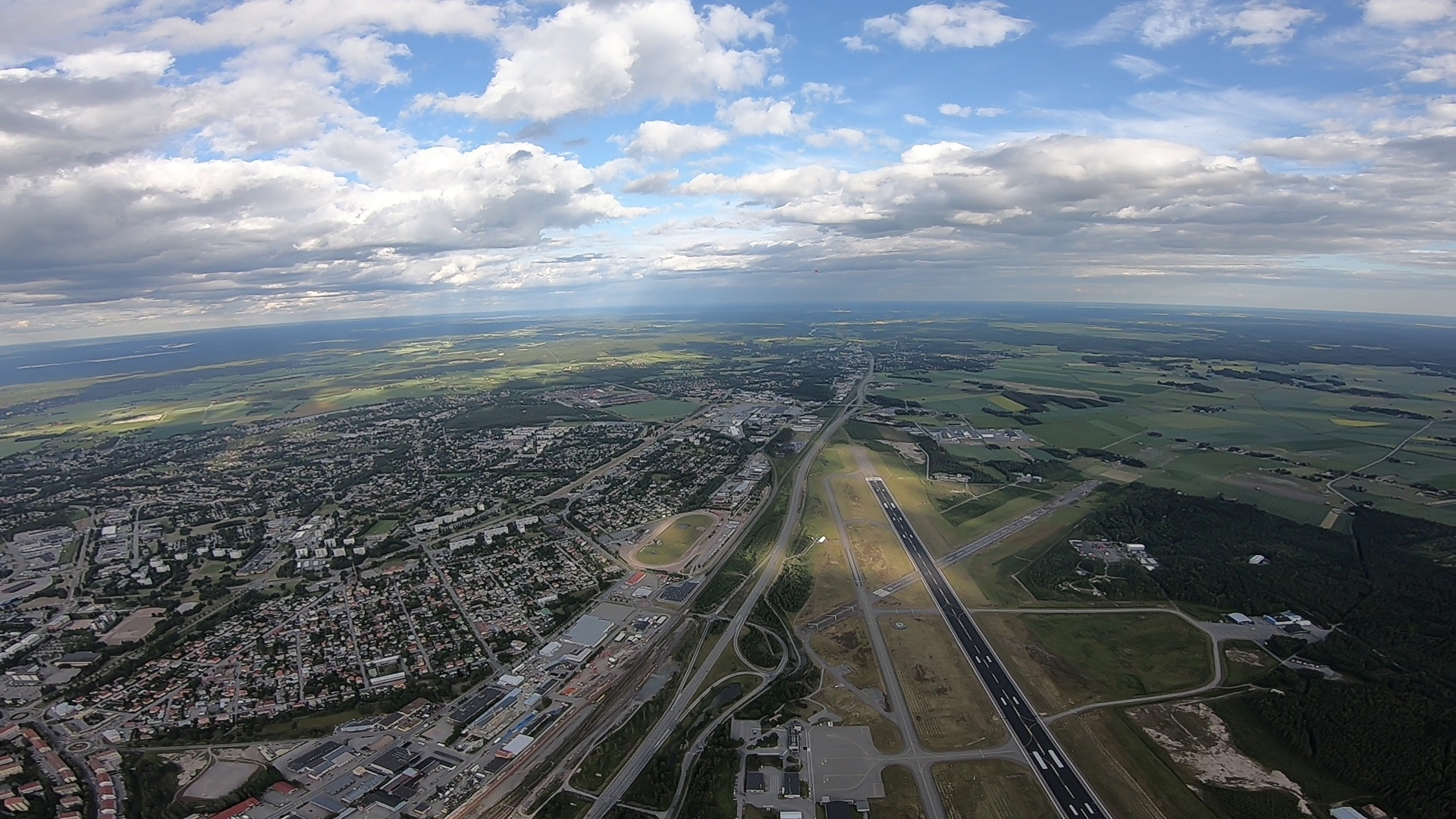
L'aéroport de Pori.

### Ferroviaire
Les deux lignes desservant le Satakunta sont la Ligne Tampere-Pori et la Ligne Rauma-Kokemäki.

### Aérien
L'aéroport de Pori propose principalement des vols charters vers des destinations de vacances du sud de l'Europe et des stations de ski en Laponie.

### Routier

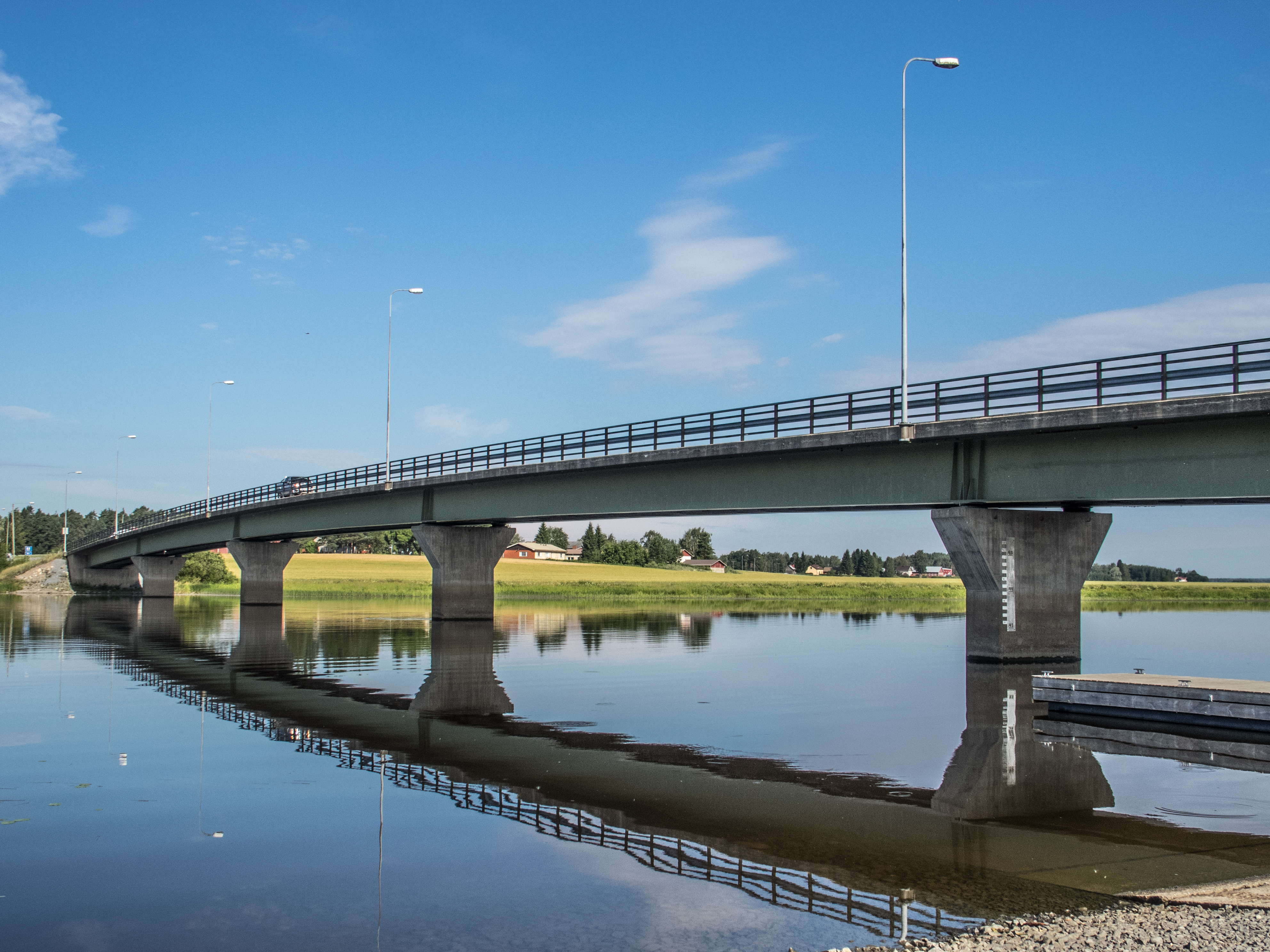
Pont sur la Kokemäenjoki.

La route nationale 8 entre Turku et Oulu permet d'aller de Pori à Rauma.
La route nationale 2 va de Pori à Helsinki.
Rauma est la deuxième extrémité de la route nationale 12 en provenance de Tampere. 
Huittinen possède les intersections les plus importantes du sud-ouest de la Finlande; elle relie les route nationale 2 et route nationale 12 et la route principale 41 entre Turku et Tampere.

### Maritime

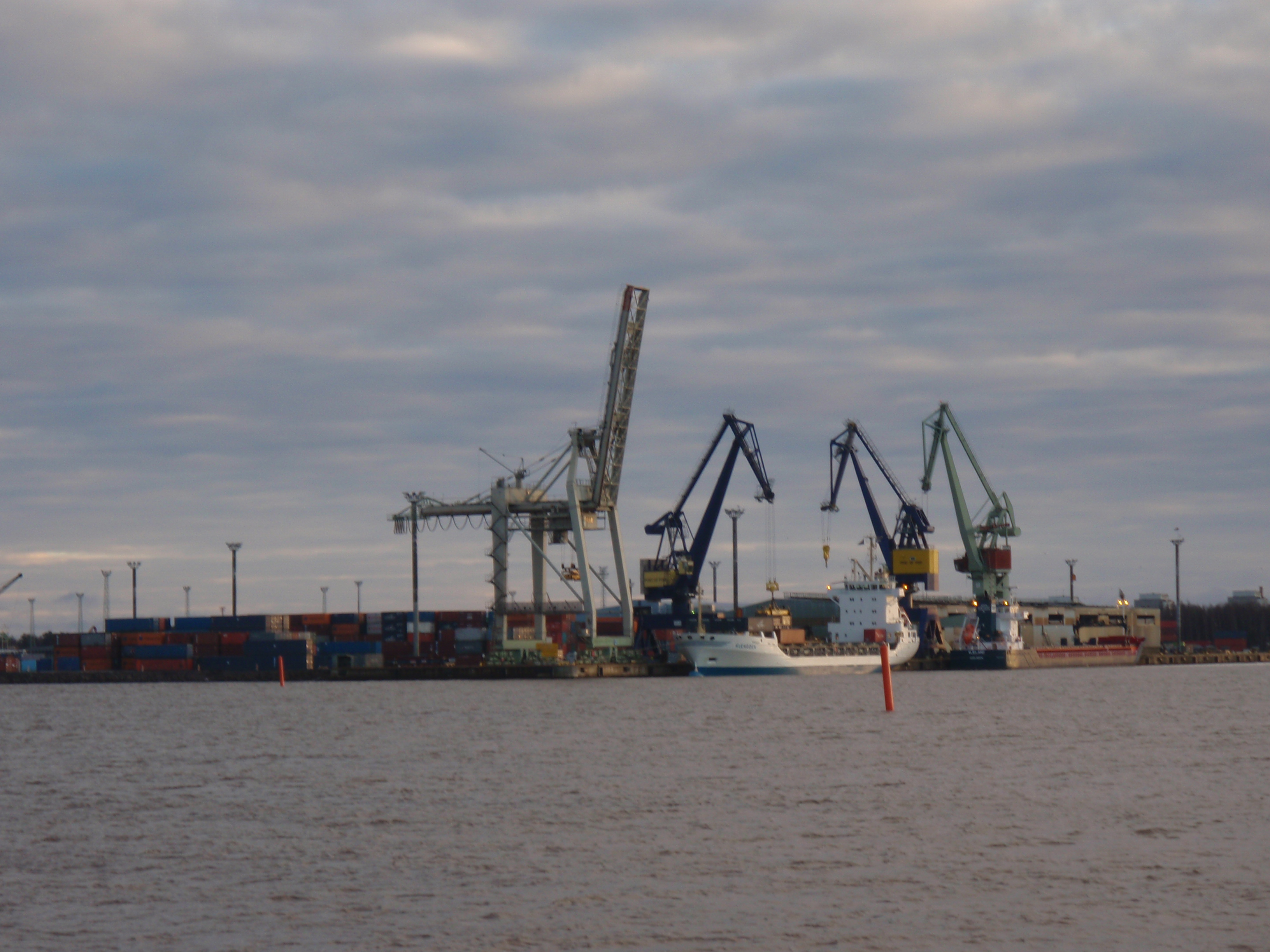
Port de Pori

Le port de Pori et le port de Rauma sont les ports de fret les plus importants de Finlande.
Le port de Pori se concentre sur l'exportation de bois scié et l'importation de produits en vrac et de produits chimiques. C'est le plus grand port d'importation de charbon de Finlande. Le port de Rauma, en revanche, est l'un des principaux ports d'exportation de papier du pays. Les deux ont des services de ligne réguliers vers les ports étrangers.
En outre dans le Satakunta, le port d’Olkiluoto (fi) et celui de Merikarvia sont plus petits que ceux de Pori et de Rauma.

## Enseignement supérieur

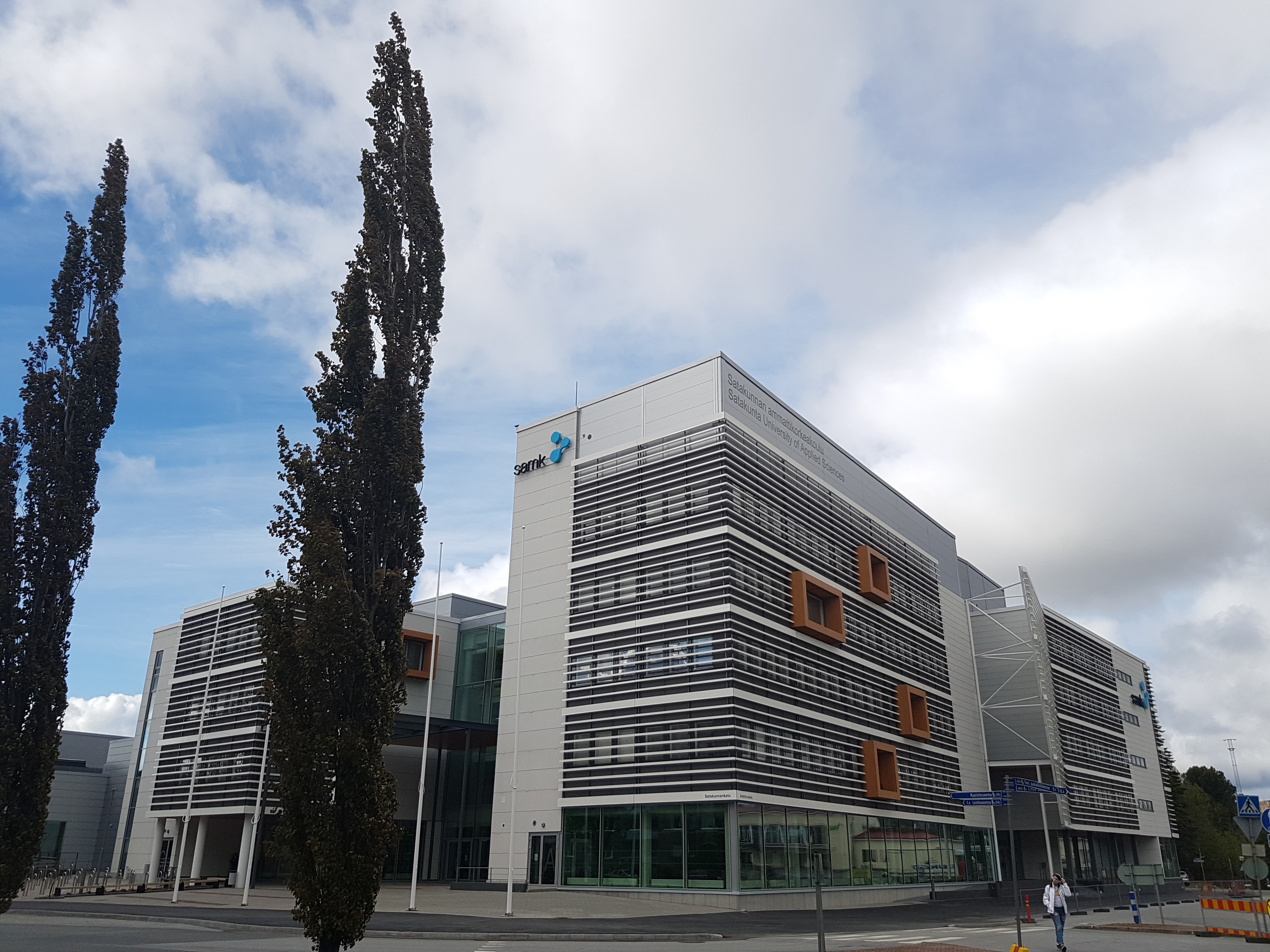
Campus de l'Université des sciences appliquées du Satakunta à Pori.

Le Satakunta n'a pas sa propre université. 
L’enseignement supérieur est assuré par le Centre universitaire de Pori (en), qui coopère notamment avec l’Université Aalto et les universités de Turku et de Tampere.
L'Université des sciences appliquées du Satakunta (en) est présente à Pori, Rauma, Huittinen et à Kankaanpää.
L'école d'art de Kankaanpää (fi) fait maintenant partie de l'université des sciences appliquées du Satakunta et est considérée comme l'une des écoles d'art les plus importantes de Finlande.
L'Institut aéronautique de Finlande est basé à Pori.